# Biella Challenger Indoor IV 2021
Il Biella Challenger Indoor IV 2021 è stato un torneo maschile di tennis giocato sul cemento indoor. È stata la 17ª edizione del torneo, facente parte della categoria Challenger 80 nell'ambito dell'ATP Challenger Tour 2021. Si è giocato al PalaPajetta di Biella, in Italia, dal 15 al 21 marzo 2021. È stata la 4ª delle 7 edizioni del torneo previste per il 2021.

## Partecipanti

### Teste di serie
| Nazionalità | Giocatore         | Ranking* | Testa di serie |
| ----------- | ----------------- | -------- | -------------- |
| Francia     | Lucas Pouille     | 81       | 1              |
| Germania    | Yannick Hanfmann  | 105      | 2              |
| Italia      | Andreas Seppi     | 107      | 3              |
| Giappone    | Yūichi Sugita     | 108      | 4              |
| Giappone    | Yasutaka Uchiyama | 109      | 5              |
| Bielorussia | Il'ja Ivaška      | 113      | 6              |
| Francia     | Grégoire Barrère  | 115      | 7              |
| Francia     | Benjamin Bonzi    | 127      | 8              |

* Ranking all'8 marzo 2021.

### Altri partecipanti
I seguenti giocatori hanno ricevuto una wild card per il tabellone principale:
- Flavio Cobolli
- Matteo Gigante
- Stefano Napolitano

Il seguente giocatore è entrato in tabellone come Ranking protetto:
- Dustin Brown

I seguenti giocatori sono passati dalle qualificazioni:
- Matthias Bachinger
- Jonáš Forejtek
- Daniel Masur
- Akira Santillan

## Punti e montepremi
| Torneo    | Torneo              | V     | F     | SF    | QF    | 2T  | 1T  | Q | Q2  | Q1  |
| Singolare | Punti               | 80    | 48    | 29    | 15    | 7   | 0   | 4 | 2   | 0   |
| Singolare | Premi in denaro (€) | 6 190 | 3 650 | 2 160 | 1 260 | 730 | 450 | – | 225 | 115 |
| Doppio    | Punti               | 80    | 48    | 29    | 15    | –   | 0   | – | –   | –   |
| Doppio    | Premi in denaro €)  | 2 670 | 1 550 | 930   | 550   | –   | 310 | – | –   | –   |

## Campioni

### Singolare
Daniel Masur ha sconfitto  Matthias Bachinger con il punteggio di 6-3, 6(8)-7, 7-5.

### Doppio
Lloyd Glasspool /  Matt Reid hanno sconfitto  Denys Molčanov /  Serhij Stachovs'kyj con il punteggio di 6-3, 6-4.